# Ultra Music Festival

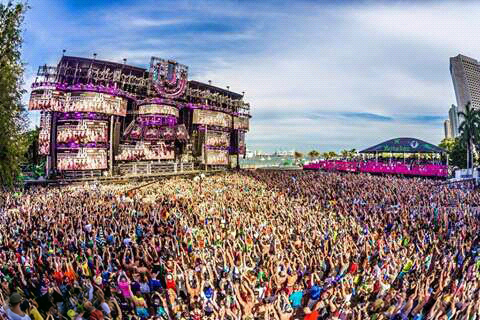
Ultra Music Festival 2015

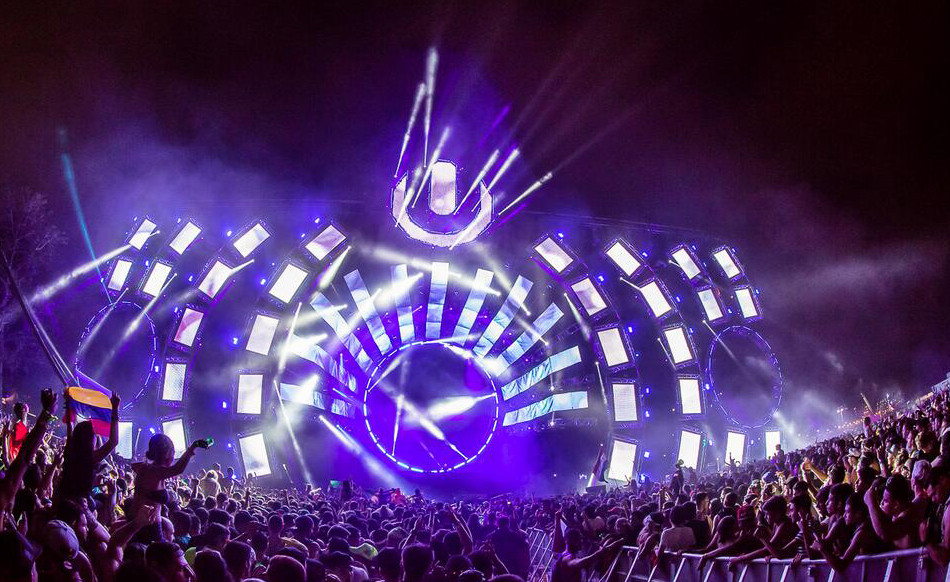
Mainstage des Festivals im Jahr 2014

Das Ultra Music Festival (UMF) ist ein dreitägiges Open-Air-Musikfestival im Bereich der elektronischen Tanzmusik, das seit 1999, mit Ausnahme von 2019, in Downtown Miami stattfindet. Während das Festival in früheren Jahren zum Abschluss der Musikmesse Winter Music Conference (WMC) Ende März stattfand, ist es mittlerweile zum Hauptevent der Miami Music Week lanciert.

## Entwicklung
Die beiden zu dem Zeitpunkt noch am Anfang ihrer Karriere stehenden Geschäftsmänner Russell Faibisch und Alex Omes teilten während der 1990er Jahre eine gemeinsame Vision: „Ein Musikfestival, das unmittelbar am Strand einer großen Stadt stattfinden würde.“ Diese bauten sie immer weiter aus und Faibisch, der im Jahr 1993 eine Tournee von Depeche Mode verfolgte, verlieh dem Festival nach ihrem gleichnamigen Album den Namen „Ultra“.
Das Festival sollte die offizielle Abschlussveranstaltung der einwöchigen Musikmesse Winter Music Conference (WMC) darstellen. Es fand in South Beach (Miami Beach) statt. Trotz namhafter Auftritte von unter anderem Paul van Dyk, Armand Van Helden oder Josh Wink und zehntausend Besuchern wurde ein Verlust von rund 10.000 bis 20.000 US-Dollar gemeldet. Im Folgejahr versuchte man durch Vergrößerung des Geländes und Ausarbeitung des Line-Ups zu punkten. Die Besucherzahl stieg drastisch an. 2001 zog das Festival daher in den Bayfront Park in Miami um, um ein größeres Gelände präsentieren zu können. Dort fand es bis 2005 mit 45.000 Besuchern statt. Ab 2006 wurde es im Bicentennial Park ausgetragen, ab 2007 wurde das Festival zum ersten Mal über zwei Tage veranstaltet. Es entstanden mehrere Floors und DJs wie David Guetta, Tiësto oder Carl Cox fanden ihren Weg zum Miami Beach.
Im Jahr 2011 wurde das Festival erstmals mit 150.000 Besuchern über drei Tage von Freitag bis Sonntag gespielt und fand anders als in den Vorjahren, nicht mehr als Abschlussevent der Winter Music Conference statt, welche zwei Wochen zuvor in Miami veranstaltet wurde. Auf dem Ultra Music Festival 2011 wurde zudem die zweite von fünf Jubiläumsveranstaltungen der wöchentlichen Radiosendung „A State Of Trance“ integriert. Sie feierte dabei ihre 500. Episode. Laut einer Bühnenansage wurden die Tickets in über 70 Ländern verkauft.
2012 fand das Festival mit 165.000 Besuchern wieder zum Abschluss der Winter Music Conference statt und wird seitdem erneut im Bayfront Park veranstaltet.
2013 fand das Festival an zwei aufeinanderfolgenden Wochenenden statt. Somit umrahmte es die Winter Music Conference. An insgesamt 6 Tagen wurden 330.000 Besucher gezählt, was einen Besucherrekord darstellte. Zum Abschluss des Festivals gab das schwedische DJ-Trio Swedish House Mafia im Rahmen ihrer One Last Tour ihren letzten gemeinsamen Auftritt.
2014 wurde das Festival an einem Wochenende zum Abschluss der Winter Music Conference mit über 200 DJs auf acht Bühnen veranstaltet.
Headliner waren unter anderem Afrojack, Alesso, Armin van Buuren, Carl Cox, David Guetta, Diplo, Hardwell, Nicky Romero, Steve Angello, Tiësto und Zedd.
2015 fand das UMF vom 27. bis 29. März statt, bei dem folgende Headliner auftraten: Skrillex, Diplo, Jack Ü, David Guetta, Avicii, Adam Beyer, Deep Dish, Eric Prydz, Jamie Jones, Maceo Plex und Steve Aoki. Laut Veranstalter kamen etwa 165.000 Besucher.
2016 fand das Festival vom 18. bis 20. März statt. Headliner waren unter anderen Afrojack, Armin van Buuren, Avicii, Carl Cox, Dash Berlin, David Guetta, deadmau5, Hardwell, Kaskade, Martin Garrix, DJ Snake, Steve Angello, Tiësto und Zedd. Zudem feierten die Bands Pendulum und Rabbit in the Moon ihre Wiedervereinigung. Es kamen rund 170.000 Besucher.
Im März 2018 feierte das Festival sein 20-jähriges Jubiläum. Neben bekannten Headlinern der EDM-Szene sorgte vor allem die Wiedervereinigung der Swedish House Mafia als Closing-Act für große Aufmerksamkeit.
Am 27. September 2018 hat sich der Stadtrat von Miami (Miami City Commission) gegen einen 5-Jahres-Vertrag für die Verpachtung des Bayfront Parks an die Organisatoren des Ultra Music Festivals entschieden. In einer öffentlichen Sitzung stimmte die Kommission einstimmig gegen eine Verlängerung des Vertrages. Im offiziellen Twitter-Benutzerkonto des Ultra Music Festivals bedauert man diese Entscheidung, garantiert jedoch, dass das Festival 2019 wie gewohnt in Miami stattfinden wird. In der Nachmittagssession vom 15. November 2018 stimmte der Stadtrat von Miami mit 4:1 Stimmen für die Verlegung des Festivals auf Historic Virginia Key Beach Park
& Miami Marine Stadium.
Vom 22. bis 24. März 2020 sollte das Ultra Music Festival ursprünglich auf dem vorherigen Festivalgelände im Bayfront Park zurückkehren. Die Veranstalter und die City of Miami unterzeichneten den Vertrag am 16. Januar 2020. Zu den Headlinern gehörten u. a. Afrojack, Armin Van Buuren, Oliver Heldens, Martin Garrix, Carl Cox, DJ Snake, Above & Beyond, David Guetta und Kygo. Auf Grund der Situation rund um das Coronavirus fand das Festival 2020 nicht statt. Diese Entscheidung wurde nach einem Treffen zwischen Politik und Veranstalter getroffen. Auch 2021 musste das Festival abgesagt werden.

## Ableger und Road to Ultra-Veranstaltungen
Den ersten Ableger des Festivals gibt es seit 2007 auf Ibiza. Im Laufe der Zeit folgten weitere Ultra Festivals in etlichen Städten. Zudem entwickelten sich die „Road to Ultra“-Veranstaltungen, die jeweils eine Pre-Party präsentieren. Diese finden in verschiedenen Clubs statt. Mit der großen Ausbreitung gilt das Ultra Music Festival als die größte internationale Festivalmarke weltweit.

### Ableger
- Ibiza, Spanien

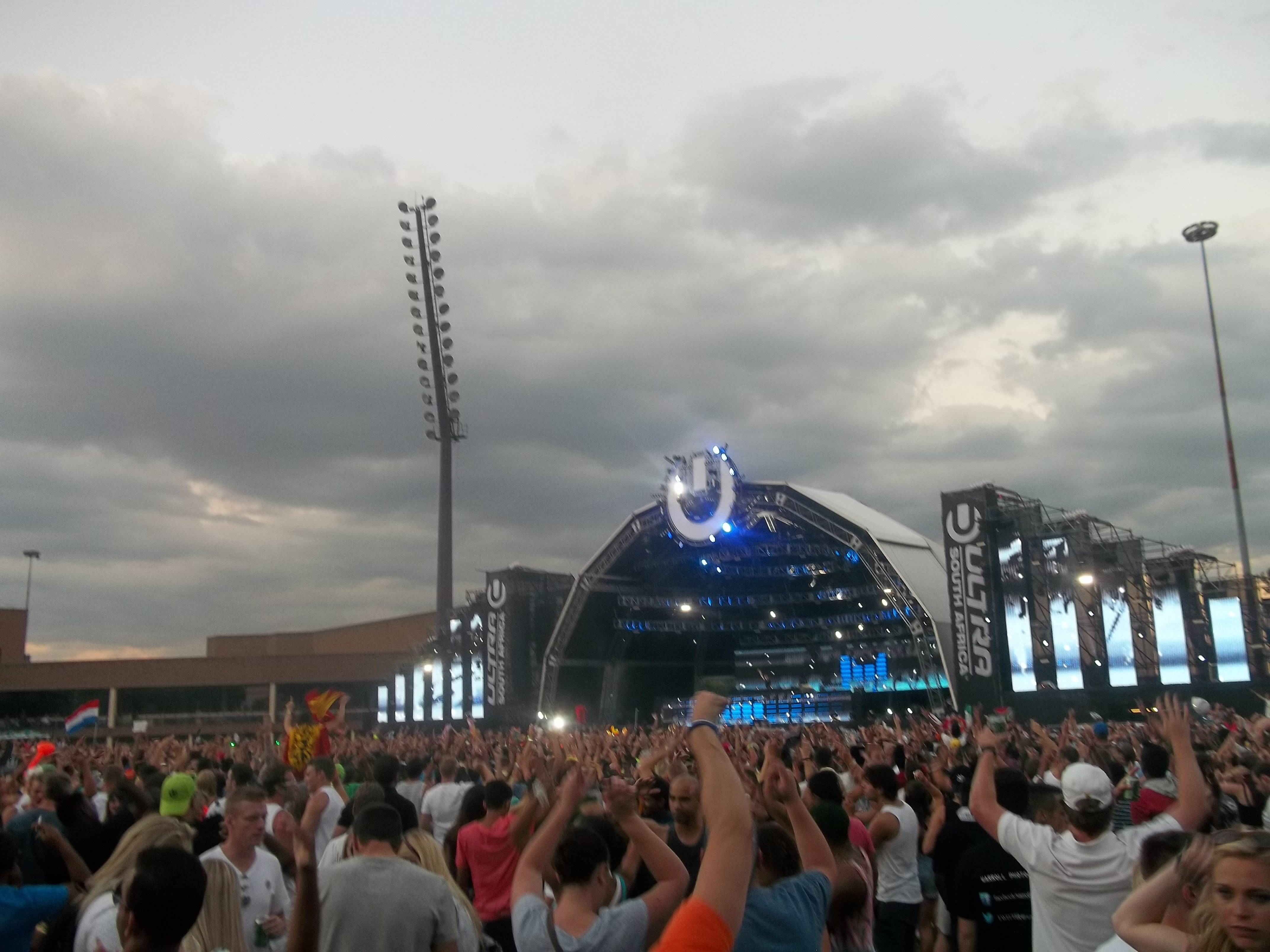
2013 in Johannesburg

- Johannesburg/Kapstadt, Südafrika
- Seoul, Südkorea
- Split/Hvar, Kroatien
- Singapur
- Tokio, Japan
- Bali, Indonesien
- Buenos Aires, Argentinien
- Santiago, Chile
- Rio de Janeiro, Brasilien
- Australien (ab 2018)[14]

### Road to Ultra-Veranstaltungen
- Bangkok, Thailand
- Hongkong, China
- Taipei City, Taiwan
- Manila, Philippinen
- San Juan, Puerto Rico
- Santa Cruz, Bolivien
- Lima, Peru
- Asunción, Paraguay

## Besucherzahlen und Veranstaltungsorte

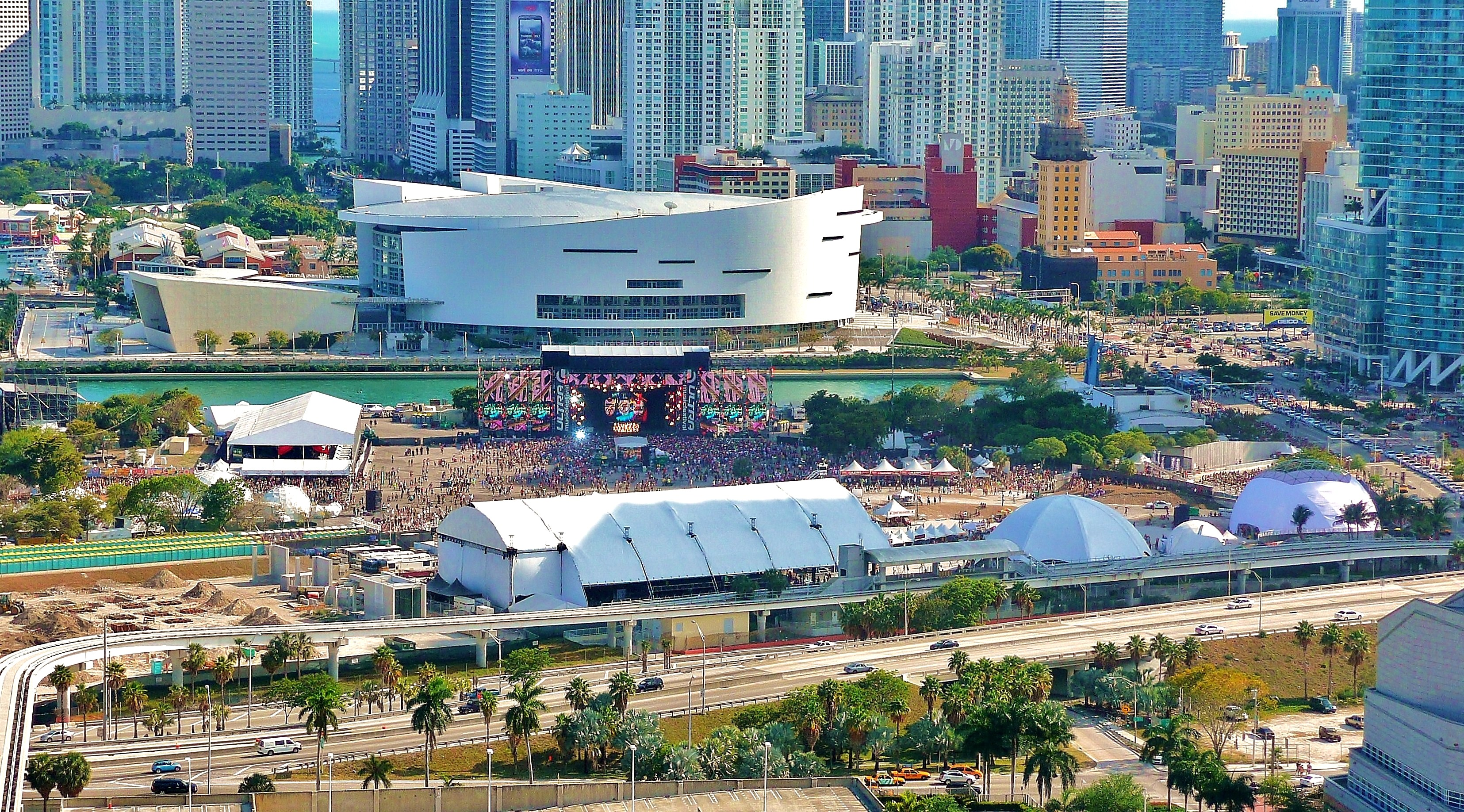
Das Ultra Music Festival 2011 im Bicentennial Park

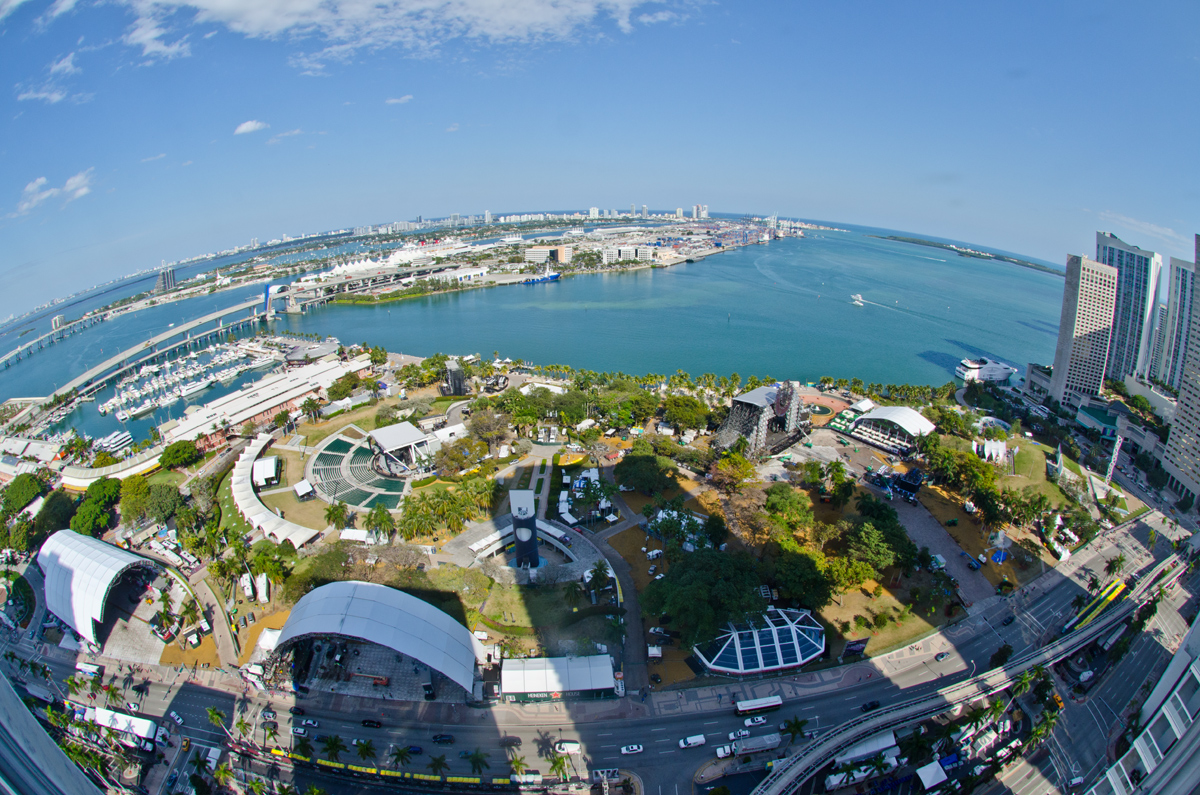
2013 im Bayfront Park

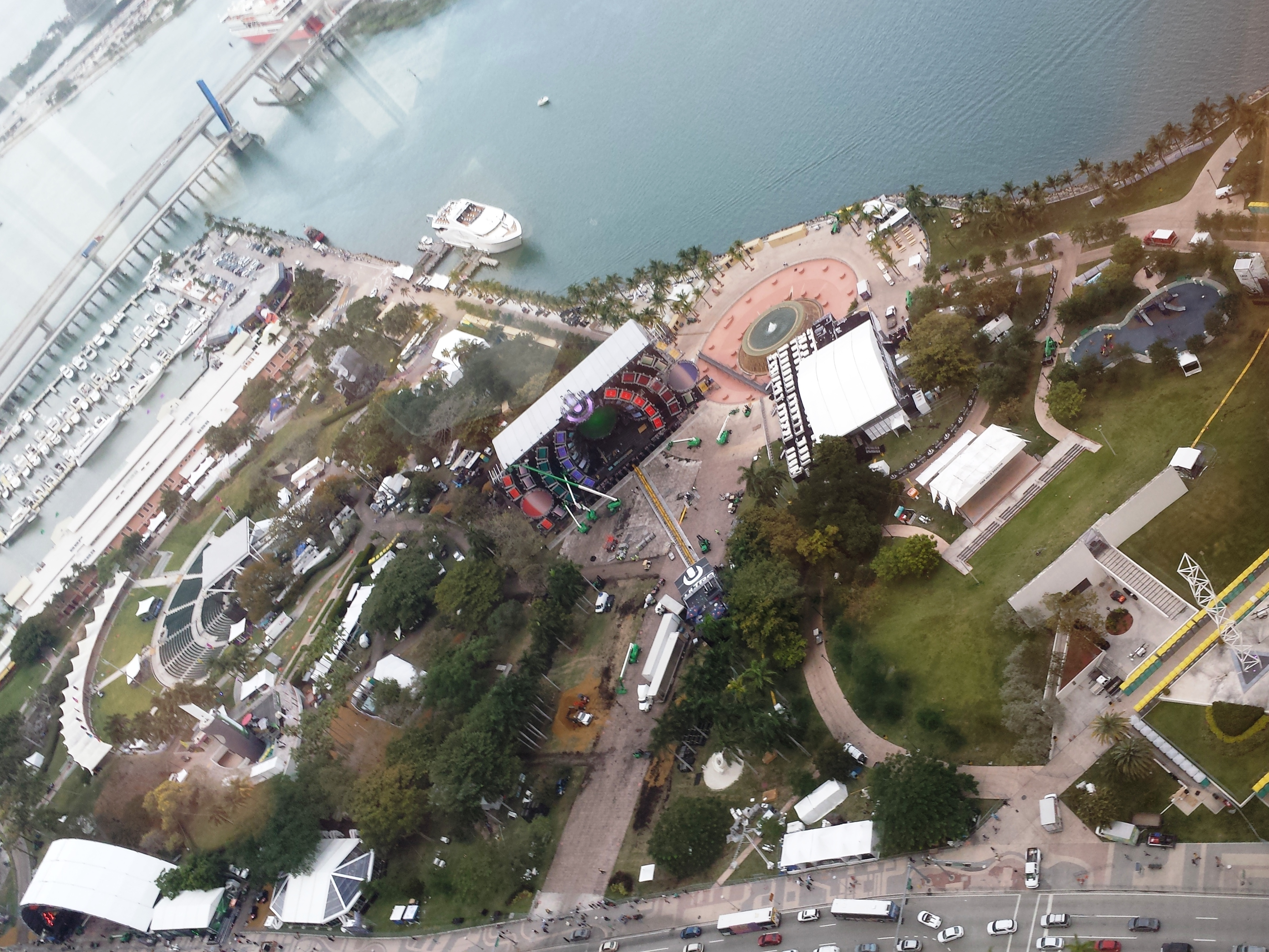
2014 im Bayfront Park

| Jahr      | Besucherzahl | Ort                                                            |
| --------- | ------------ | -------------------------------------------------------------- |
| 1999–2000 | —            | South Beach, Miami Beach                                       |
| 2001–2004 | —            | Bayfront Park, Miami                                           |
| 2005      | 45.000       | Bayfront Park, Miami                                           |
| 2006      | 30.385       | Museum Park, Miami                                             |
| 2007      | 50.000       | Museum Park, Miami                                             |
| 2008      | 70.000       | Museum Park, Miami                                             |
| 2009      | 100.000      | Museum Park, Miami                                             |
| 2010      | 100.000      | Museum Park, Miami                                             |
| 2011      | 150.000      | Museum Park, Miami                                             |
| 2012      | 165.000      | Bayfront Park, Miami                                           |
| 2013      | 330.000      | Bayfront Park, Miami                                           |
| 2014      | 165.000      | Bayfront Park, Miami                                           |
| 2015      | 200.000      | Bayfront Park, Miami                                           |
| 2016      | 170.000      | Bayfront Park, Miami                                           |
| 2017      | [10]150.000  | Bayfront Park, Miami                                           |
| 2018      | 165.000      | Bayfront Park, Miami                                           |
| 2019      | 170.000      | Historic Virginia Key Beach Park & Miami Marine Stadium, Miami |
| 2022      | 165.000      | Bayfront Park, Miami                                           |
| 2023      | 170.000      | Bayfront Park, Miami                                           |